# Scadoxus cinnabarinus
Scadoxus cinnabarinus är en amaryllisväxtart som först beskrevs av Joseph Decaisne, och fick sitt nu gällande namn av Ib Friis och Inger Nordal. Scadoxus cinnabarinus ingår i släktet Scadoxus och familjen amaryllisväxter. Inga underarter finns listade i Catalogue of Life.

## Bildgalleri

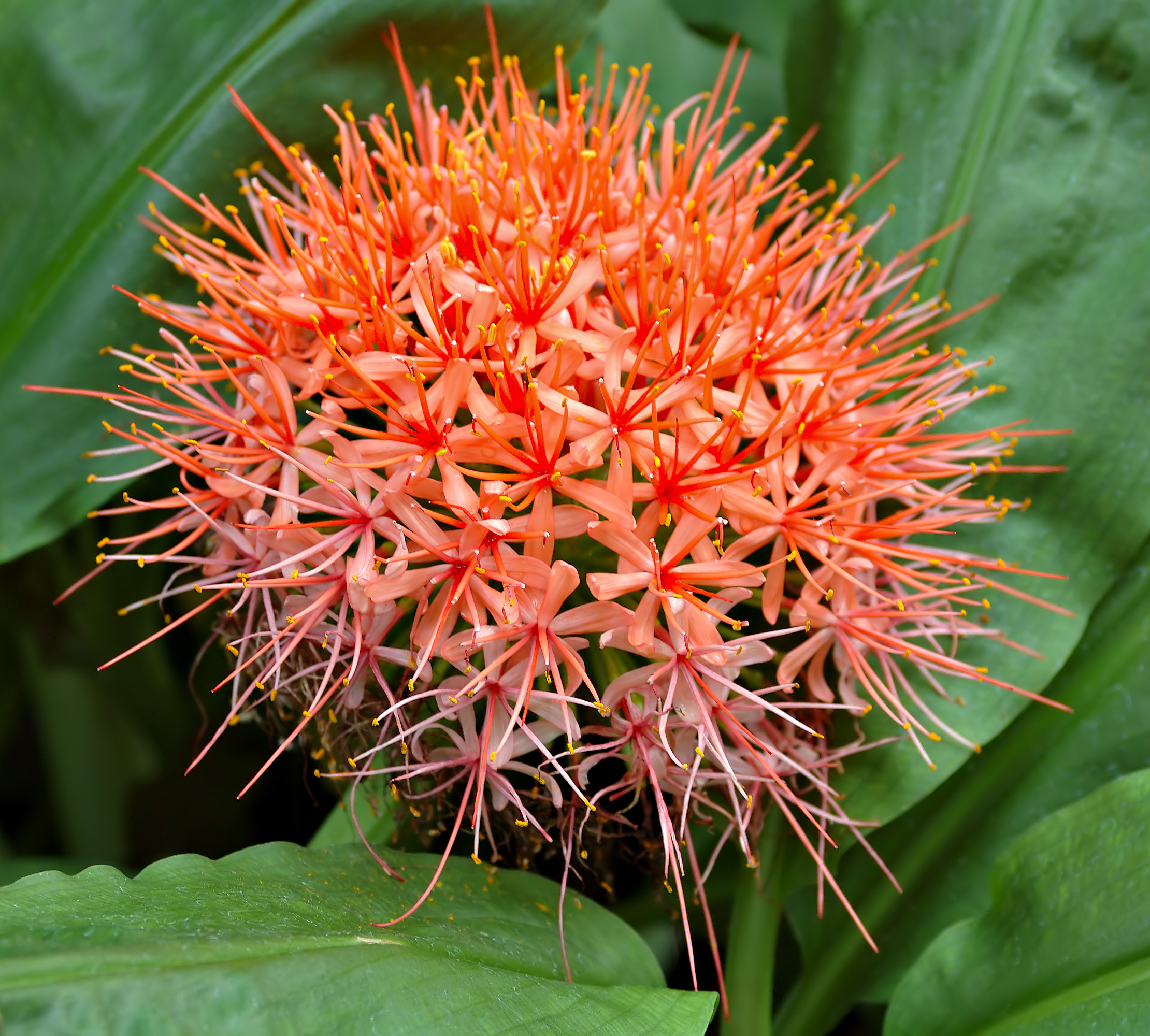
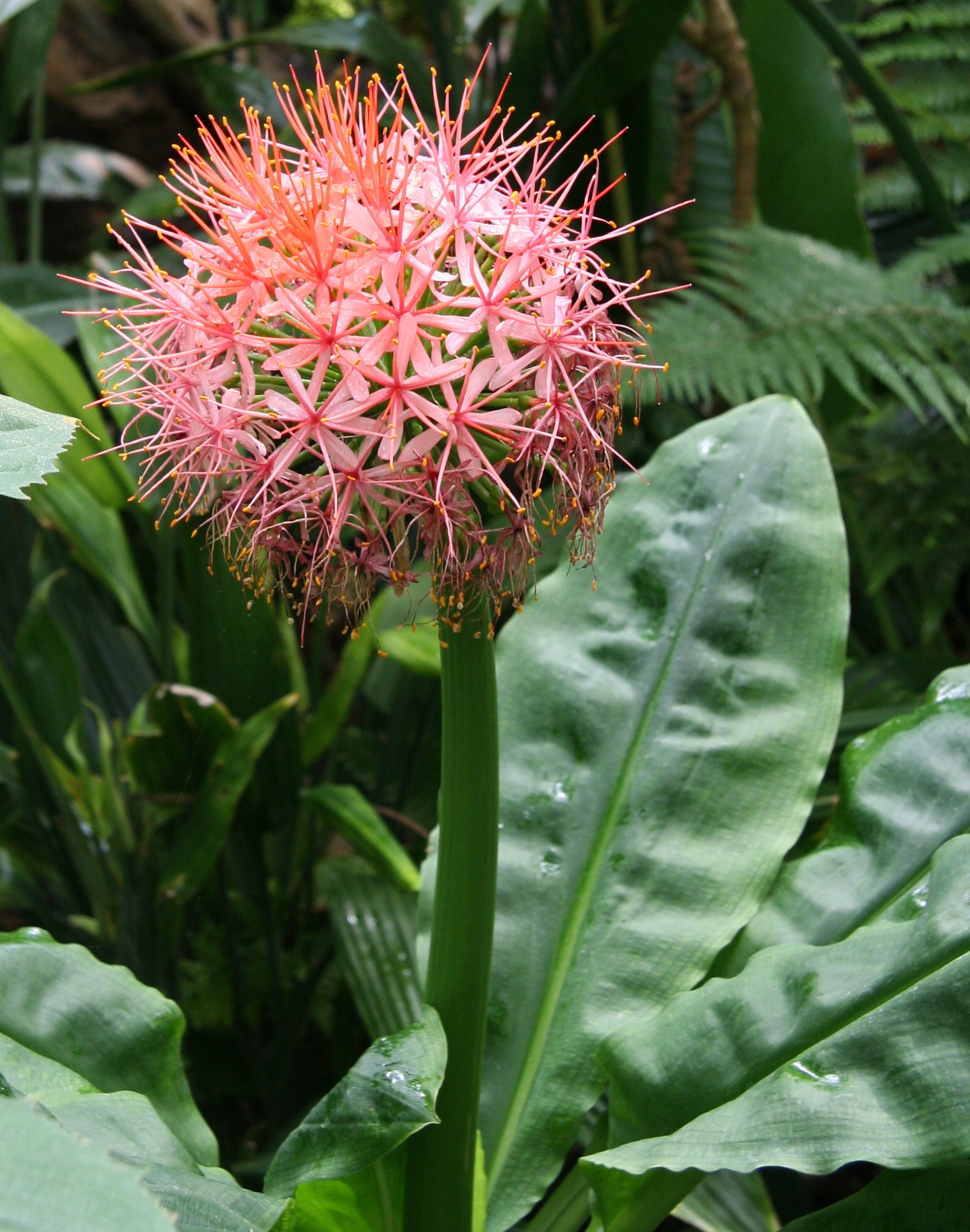
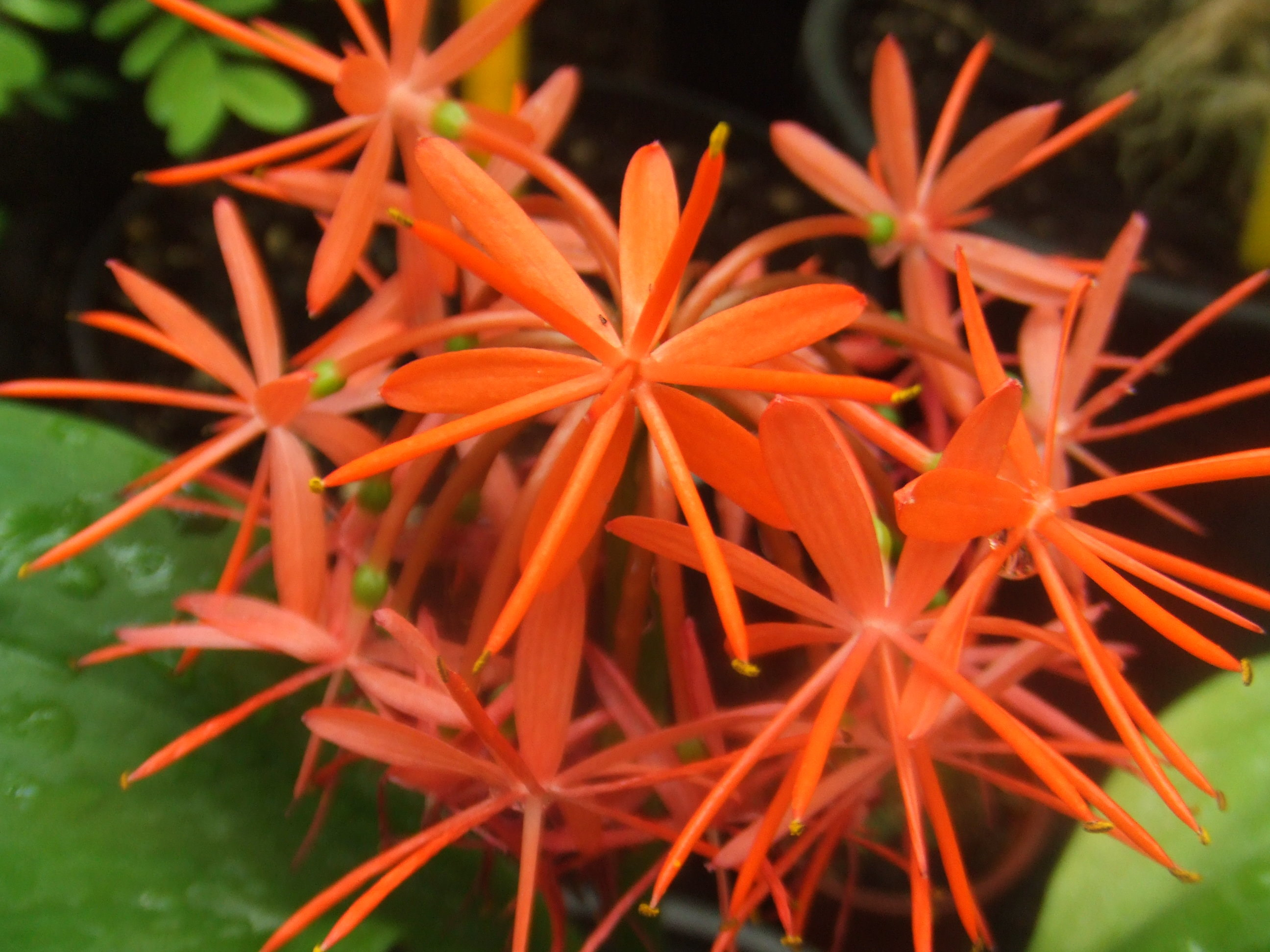
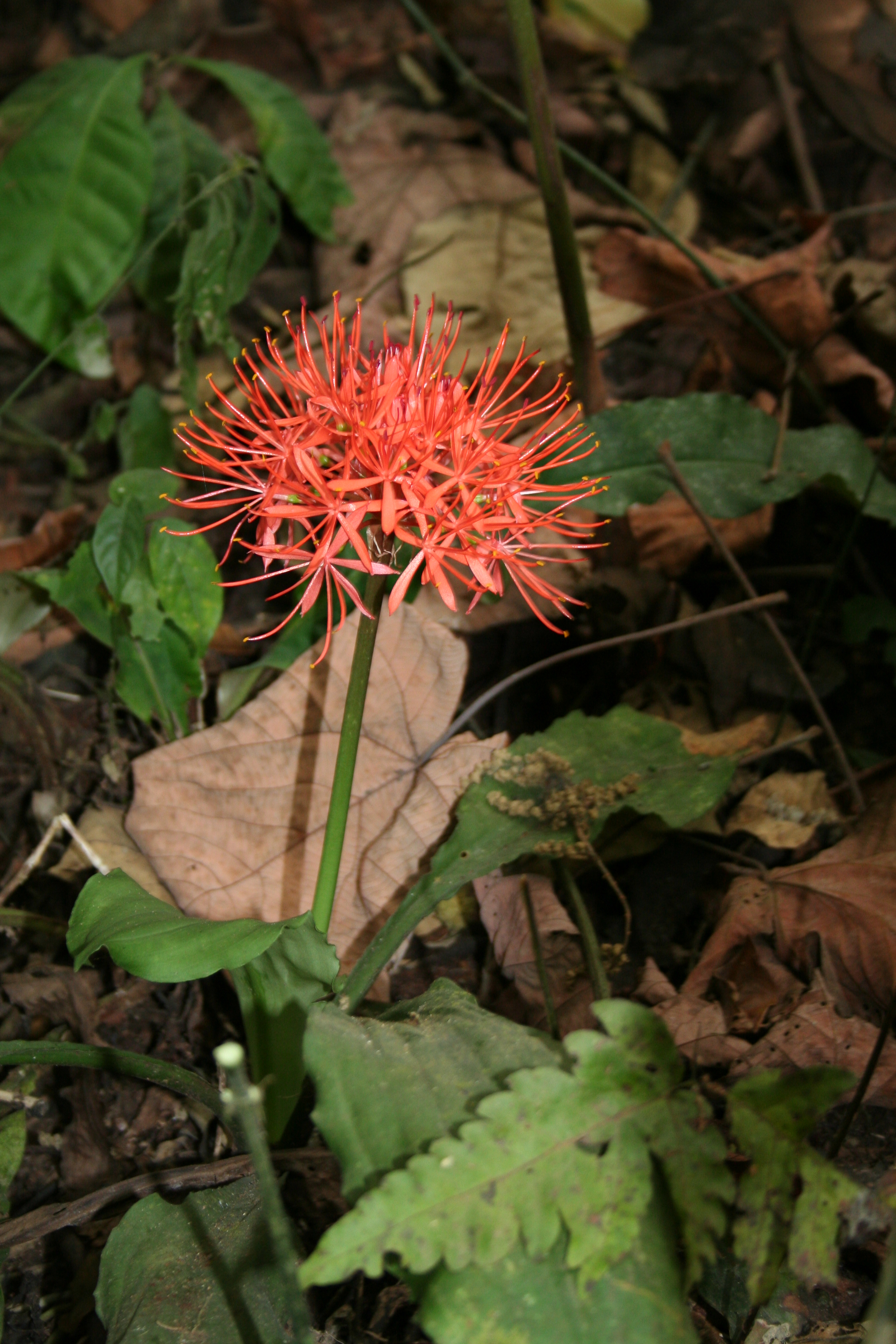